# Григорий VII
Григорий VII е римски папа в периода 22 април 1073 г. до смъртта си на 25 май 1085 г. Светското му име е Хилдебранд ди Соана. Своя понтификат той посвещава на две основни цели: борба за отстояване на моралната чистота на свещениците и борба със светската власт, за налагането на християнско управление в Западна Европа. Може би най-известното му дело е конфликтът със свещения римски император Хайнрих IV, който бива два пъти отлъчен от католическата църква. Успехът му и в двете посоки предопределя последвалото развитие на Запада. Папата завършва Клюнийската реформа, целяща да стегне институционално системата на католическата църква. Той налага железен закон на безбрачие (целибат) за католическите духовници. Мярката е оправдана в христологически и в социален план. Хората се нуждаели от отдадени на паството си духовни пастири, които да не слагат семейството си на първо място. Това генерира изключителна обществена подкрепа за папството и лично за Григорий във войната му със светската власт.
Заради своите постижения Григорий VII е обявен за един от най-великите понтифици на католическата църква, но си спечелва и редица врагове още приживе. Бено от Майсен го обвинява публично в използване на черна магия, изтезания на бивш приятел върху легло от пирони, опити за убийство, екзекуции без съд и присъда, неоснователно отлъчване от църквата, поставяне под съмнение реалното съществуване на Евхаристията и дори нейното изгаряне. Тези обвинения се повтарят през годините от противници на католическата църква.
Григорий VII бива провъзгласен за блажен от Григорий XIII през 1584 и канонизиран за светец през 1728 от папа Бенедикт XIII.

## Ранни години
Григорий VII е роден в Сована, днешна Тоскана. Смята се, че е роден в скромното семейство на ковач под името Бониций Хилдебранд. Според непотвърдени източници, като младеж той е изпратен да учи в Рим, където чичо му е игумен на манастир на хълма Авентин. Сред учителите му е и самият папа Григорий VI, който по-късно е заточен в Германия от император Хайнрих III.
След смъртта на Григорий VI Хилдебранд придружава абат Бруно до Рим, където същият е избран за папа под името Лъв IX, Хилдебранд става дякон и папски администратор. Лъв IX изпраща Хилдебранд като делегат във Франция в навечерието на задаващ се конфликт. След смъртта му новият папа Виктор II потвърждава статуса на делегат на Хилдебранд, но наследникът му го изпраща в Германия, за да получи потвърждение от императрица Агнес. След като се завръща в Рим, той е едно от главните действащи лица при преодоляването на създадената от аристокрацията криза с избора на антипапа Бенедикт Х, като благодарение на помощта на императрица Агнес понтификатът е зает от Николай II, епископ на Флоренция. С помощта на 300 нормандски рицари, изпратени от Ричард от Аверса, Хилдебранд лично ръководи завладяването на замъка Галерия, където Бенедикт държал заложници. Между 1058 и 1059 г. той е провъзгласен за архидякон на Римската църква, с което се превръща в най-важната фигура в папската администрация.
Той е и най-силната фигура, стояща зад избора на Анселм Лука Стари за папа под името Александър II при папските избори през октомври 1061. Новият папа излага реформаторска програма, разработена от Хилдебранд и негови последователи. През годините, в които е папски съветник, Хилдебранд заема важна роля при помирението с норманското кралство Сицилия в южна Италия, при антигерманския съюз със северноиталианското движение Патария и преди всичко при въвеждането на закон, който дава на кардиналите изключителни права, отнасящи се до избора на нов папа.

## Избор за папа
В деня на погребението на папа Александър II, 21 април 1073, в Латеранската базилика много вярващи, а и свещеници („спонтанен събор на римския народ и клир“), изказват на глас своето желание Хилдебранд да бъде новият папа. По-късно на същия ден Хилдебранд е въведен в църквата Свети Петър и избран за папа съгласно каноничните заони, със съгласието на кардиналите и римските духовници и под натиска на тълпата.
Спорен е въпросът дали тази реакция от страна на тълпата и римските духовници е била спонтанна и породена от нещо свещено или просто предварително уговорено споразумение между страните. Едно е сигурно, начинът на неговото избиране бива сурово критикуван от опонентите му. Много от обвиненията може би са породени единствено от лична неприязън и подлежат на съмнение, защото не са повдигнати веднага след неговото повишение, а едва няколко години по-късно. Ясно е обаче, че начинът, по който е избран за папа е наистина нетрадиционен, а законовите форми, издадени за неговото назначаване не са издавани никога преди. Още повече, пренебрегнато е изискването на папа Николай II императорът на Свещената римска империя да бъде консултиран по въпроса с назначаването на нов папа. Онова, което в крайна сметка обръща хода на събитията в полза на валидността на избора на Григорий за папа е признанието на римския народ. В този смисъл, избирането му е своеобразна ретроспекция към най-ранните векове на Римската църква, пренебрегвайки каноничното законодателство.
На 22 май 1073 г. Григорий е ръкоположен за свещеник и става папа на 30 юни същата година.

## Реформи
На първо време новият папа започва борба с привържениците на николаизма, който според него пречел на свещениците да се посветят основно на религиозните си задължения. Започват действия срещу симонията и предимно срещу светската инвеститура на духовниците. Проблемът с инвеститурата е най-остър в германските земи, където все още е запазена системата на управление на Отоните и духовниците са част от държавната администрация. За да успеят, реформаторите се налага да прибегнат до промени в каноническото право. Дотогава то е сбор от откъси от Библията, от писанията на църковните отци, колекция от папски писма и разпоредби и решенията на църковните събори. Реформаторите подновяват т.нар. законови колекции, за да ги използват при доказването на предимството на църковната власт над светската:с. 57 – 8.
Още в началото на понтификата Григорий започва да централизира управлението на църквата: като се позовава на по-стари папски решения, той нарежда всички митрополити да бъдат ръкополагани от папата и да полагат клетва за подчинение на папския престол. С поредица от примери той обосновава идеологически първенството на папството над светските владетели. Неговото съчинение Dictatus papae съдържа 27 точки и той иска да го превърне в основен закон. Григорий твърди, че само римският папа може да издава нови закони и създава нови епископии. Според него Римската църква е непогрешима и ще бъде вечно такава. Извън кръга на църковните въпроси той постановява, че само папата може да носи императорски регалии и можа да сваля императори, докато никой не може да съди папата.
Тази категоричност предизвиква Хайнрих IV и той свиква събор на германските епископи във Вормс през януари 1076 г. Съборът обявява Григорий за „лъжемонах“, който се е самопровъзгласил за папа и с действията си нарушава мира. Германският император настоява, че по традиция именно той трябва да назначава („invest“) епископите, абатите и останалите духовници и пише писмо до папата, в което безцеремонно го призовава да напусне престола. С това започва и борбата за инвеститурата, която макар и борба между две личности, засяга цели държави. На отправеното към него обвинение папата отговаря с контраобвинение към Хайнрих, че „разкъсва единството на Църквата“ и го отлъчва. Като последица от отлъчването императорът трябва да се откаже от трона. Освен това папата освобождава от васалната клетва поданиците на императора и редица князе заплашват, че няма да се подчиняват на Хайнрих, освен ако анатемата не бъде вдигната.

### Поклонение в Каноса
През 1077 г. Хайнрих IV е принуден да отиде при Григорий VII, който да го помилва. Императорът отива в резиденцията на папата в Каноса. Принуден е няколко дни да чака папата необлечен и гладен. След няколко дни Григорий VII го приема и му дава опрощение.
Победата над императора е победа на духа над меча. Западът налага истинско християнско управление във всички сфери на обществото и доказателство за това е изумителната подкрепа за кръстоносните походи. Те са немислими без доверието на хората към църквата, която го заслужава през предходния период. Част от заслугата се пада на Григорий VII, най-вече в твърдото отстояване на реформата.
Амбициите на Григорий са прекомерни и той не успява да ги изпълни напълно. Едва през 1122 г. император Хайнрих V и папа Каликст II подписват споразумение – т.нар. Вормски конкордат. Според него се налага различна система при избора на епископи в различните части на империята. В Германия епископът се избира от духовенството, като папата или негов пратеник му дават духовната инвеститура, но решаващата дума е на императора, който му дава светската инвеститура. В Италия и в Бургундия изборът на епископ става без прякото участие на императора, който му дава светската инвеститура шест месеца след духовната, като фактически така я формализира.